# Прыжки в воду на летних Олимпийских играх 2016 — синхронный трамплин, 3 метра (мужчины)
Соревнования по синхронным прыжкам в воду с 3-метрового трамплина у мужчин на летних Олимпийских играх 2016 года прошли 10 августа в водном центре имени Марии Ленк. В соревнованиях приняли участие 16 спортсменов из 8 стран. Из пары действующих олимпийских чемпионов участие в Играх 2016 года принимал только Цинь Кай, а Ло Юйтун не прошёл отбор в состав сборной.
Олимпийскими чемпионами 2016 года стали британские прыгуны в воду Джек Ло и Крис Мирс, ставшие по итогам Игр в Рио-де-Жанейро единственными прыгунами, кому удалось опередить в борьбе за золотую награду китайских спортсменов. При этом сборная Китая, выставившая на Игры дуэт Цао Юань и Цинь Кай не смогла завоевать даже серебряную медаль, пропустив вперёд по итогам заключительного прыжка американских прыгунов Сэма Дормана и Майкла Хиксона.

## Призёры
| Золото                               | Серебро                         | Бронза                      |
| Великобритания · Джек Ло · Крис Мирс | США · Сэм Дорман · Майкл Хиксон | Китай · Цао Юань · Цинь Кай |

## Расписание
Время местное (UTC−3)
| Дата       | Время | Раунд |
| ---------- | ----- | ----- |
| 10 августа | 16:00 | Финал |

## Результаты
Соревнования в синхронных прыжках проходят в один раунд, во время которого спортсмены выполняют по 6 прыжков — 2 обязательных и 4 произвольных. Дуэт, набравший наибольшую сумму баллов, становится обладателем золотых медалей.
| Место | Спортсмен                       | НОК            | Прыжки | Прыжки | Прыжки | Прыжки | Прыжки | Прыжки | Всего очков |
| Место | Спортсмен                       | НОК            | 1      | 2      | 3      | 4      | 5      | 6      | Всего очков |
| ----- | ------------------------------- | -------------- | ------ | ------ | ------ | ------ | ------ | ------ | ----------- |
| 1     | Джек Ло Крис Мирс               | Великобритания | 52,80  | 53,40  | 84,66  | 85,68  | 86,58  | 91,20  | 454,32      |
| 2     | Сэм Дорман Майкл Хиксон         | США            | 50,40  | 50,40  | 85,68  | 87,15  | 78,54  | 98,04  | 450,21      |
| 3     | Цао Юань Цинь Кай               | Китай          | 54,00  | 54,00  | 79,56  | 82,62  | 90,30  | 83,22  | 443,70      |
| 4     | Штефан Фек Патрик Хаусдинг      | Германия       | 52,80  | 51,60  | 80,19  | 74,55  | 69,36  | 81,60  | 410,10      |
| 5     | Роммель Пачеко Хахир Окампо     | Мексика        | 51,00  | 50,40  | 82,62  | 69,30  | 74,46  | 77,52  | 405,30      |
| 6     | Андреа Кьярабини Джованни Точчи | Италия         | 52,80  | 51,00  | 80,58  | 64,98  | 70,35  | 75,48  | 395,19      |
| 7     | Илья Захаров Евгений Кузнецов   | Россия         | 53,40  | 51,60  | 76,50  | 62,01  | 63,00  | 78,66  | 385,17      |
| 8     | Иан Матос Луис Оутерело         | Бразилия       | 48,60  | 28,80  | 61,38  | 66,33  | 70,38  | 57,12  | 332,61      |